# Novoszibirszki járás

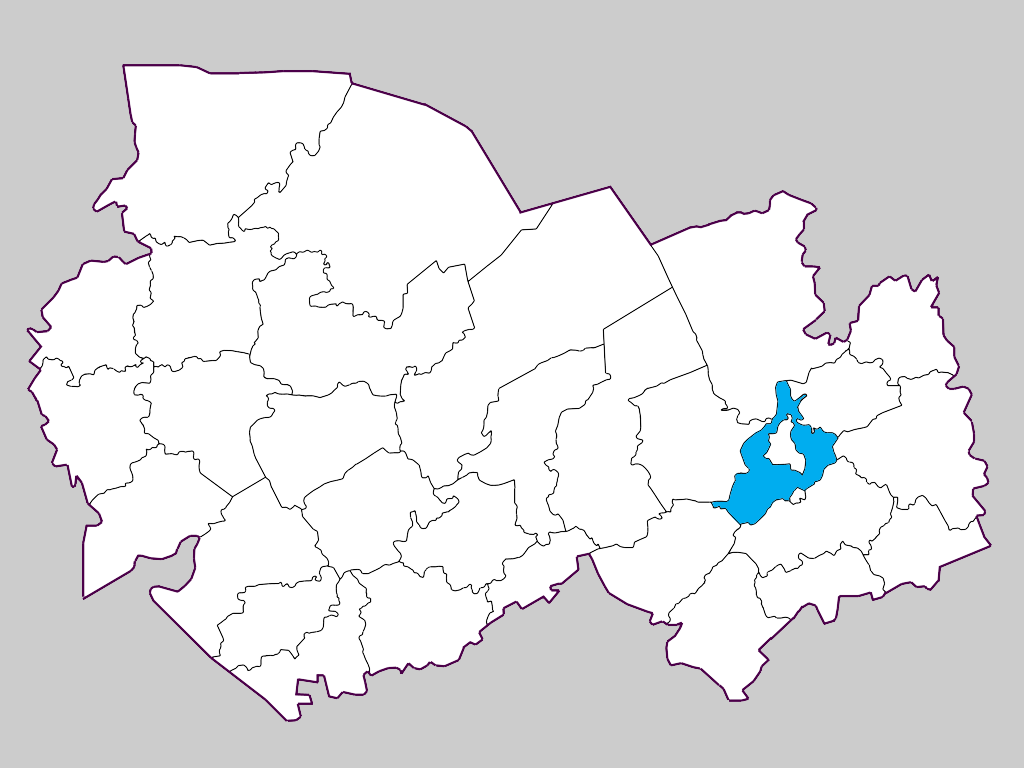
A Novoszibirszki járás a Novoszibirszki területen

A Novoszibirszki járás (oroszul Новосибирский район) Oroszország egyik járása a Novoszibirszki területen. Székhelye Novoszibirszk.

## Népesség
- 1989-ben 130 300 lakosa volt.
- 2002-ben 113 047 lakosa volt.
- 2010-ben 115 572 lakosa volt, melyből 105 106 orosz (94,9%), 1 231 német (1,1%), 770 ukrán (0,7%), 595 tatár (0,5%), 475 kazah (0,4%), 430 örmény (0,4%), 320 üzbég (0,3%), 255 azeri (0,2%), 205 fehérorosz (0,2%), 150 tadzsik, 124 csuvas, 121 moldáv, 106 cigány, 105 ezid, 85 koreai, 78 mordvin, 59 kirgiz, 52 baskír, 42 mari, 41 román, 39 grúz, 33 észt, 32 burját, 30 lengyel, 29 udmurt, 18 zsidó, 17 jakut stb.